# Calopterygoidea
De Calopterygoidea vormen een superfamilie van libellen uit de onderorde van de Zygoptera (Juffers). 
Uit recent moleculair onderzoek blijkt dat de huidige indeling aanpassing behoeft. Een van de grotere problemen is dat de families Amphipterygidae en Megapodagrionidae (sensu Dijkstra et al. 2103) parafyletisch blijken te zijn. Een definitieve herindeling is echter nog niet uitgekristalliseerd. Voorlopig wordt hier nog de indeling van Dijkstra et al. uit 2013 aangehouden.
De superfamilie omvat de volgende families:
- Amphipterygidae Tillyard, 1917 (Bergvlamjuffers)
- Calopterygidae Selys, 1850 (Beekjuffers)
- Chlorocyphidae Cowley, 1937 (Juweeljuffers)
- Dicteriadidae Montgomery, 1959 (Kaalpootjuffers)
- Euphaeidae Yakobson & Bianchi, 1905 (Oriëntjuffers)
- Lestoideidae Munz, 1919
- Megapodagrionidae Calvert, 1913 (Vlakvleugeljuffers)
- Philogangidae Kennedy, 1920
- Polythoridae Munz, 1919 (Banierjuffers)
- Pseudolestidae Fraser, 1957